# Матвеев, Александр Кириллович
Алекса́ндр Кири́ллович Матве́ев (5 [17] сентября 1895, Омск — 8 февраля 1991, Москва) — геолог и педагог высшей школы, заслуженный деятель науки РСФСР (1972), доктор геолого-минералогических наук (1962), профессор кафедры геологии и геохимии горючих ископаемых геологического факультета МГУ (1962—1980), профессор-консультант (1980), зам. декана геологического факультета МГУ по научной работе (1955—1962), генеральный директор Геологической службы III ранга (1947), председатель Технического совета Мингео СССР (1946—1947), член советов по защите докторских и кандидатских диссертаций при геологическом факультете МГУ, Коллегии Мингео СССР, Научно-технического совета Мингео СССР и РСФСР, Учёного совета Геологического института АН СССР, Президиума геологической секции НТО горное, геологической секции по Ленинским и Государственным премиям при СМ СССР (1969—1975), редактор ВИНИТИ, почётный член Геологического о-ва Болгарии (1968).

## Биография
Родился 5 (17) сентября 1895 года в Омске. В 1916 году окончил Петропавловское реальное училище и поступил в Екатеринославский (ныне Днепропетровский) горный институт. Из института как вольноопределяющийся I разряда был зачислен в Одесское артиллерийское военное училище, по окончании которого был направлен на Северный фронт, где находился до его ликвидации в феврале 1918 г. Демобилизовавшись из армии, поступил работать на военизированный завод «Азия» в г. Куломзино машинистом, затем техником (1919—1920). В 1920 г. был восстановлен студентом в Екатеринославском горном институте, который окончил в 1924 г.; одновременно был сельским учителем.
После окончания института работает начальником разведочной партии Донугля (1924—1928), затем геологом Геологического комитета (1928—1930), начальником геологоразведочного управления Сибугля (1930—1931), доцентом МГРИ (1931—1934) и одновременно консультантом Главного геолого-геодезического управления при ВСНХ СССР, геологом ВСЕГЕИ (1934—1942), старшим инженером Комитета по делам геологии СССР (1942—1945). В марте 1945 г. был направлен в состав Советской военной администрации в Германию инженер-подполковником, где находился до 1946 г. С 1946 по 1947 г. — начальник Главка Мингео СССР, член коллегии, председатель Технического совета. С 1947 по 1951 г. — главный инженер Карагандинского геологического управления; в 1952—1953 гг. — старший геолог лаборатории геологии угля АН СССР в Ленинграде.
В 1954 году перешёл на геологический факультет МГУ сначала в должности доцента, а с 1962 г. — профессора кафедры геологии и геохимии горючих ископаемых, где организует кабинет угля и подготовку специалистов по угольной специальности. В 1980 г. перешёл на должность профессора-консультанта.
В Московском университете читал курсы «Основы геологии горючих ископаемых», «Геология угольных месторождений и бассейнов СССР», «Угольные бассейны и месторождения зарубежных стран».
Скончался 8 февраля 1991 года в Москве. Урна с прахом захоронена на Донском кладбище (колумбарий 22, секция 55).

## Награды и премии
Награждён орденом Трудового Красного Знамени (1948), двумя орденами «Знак Почёта» (1944, 1965).

## Публикации
Опубликовал более 300 научных работ. Основная область исследования — геология угля; решил ряд важнейших вопросов угольной геологии, установил принципы выделения угленосных провинций СССР и сопредельных стран, разработал классификацию угленосных бассейнов и выделил новый атектонический тип угольных месторождений, исследовал состав углей ультразвуком, разработал методику составления карт прогноза углей СССР; под его редакцией изданы карты: «Прогноз углей СССР» (1941, 1954), «Угольные месторождения мира» (1972, 1974), «Нефтегазоносность и угленосность Тихоокеанского подвижного пояса и Тихого океана» (1978). Написал учебник «Геология угольных месторождений СССР» (1960) и четыре крупные монографии, посвященные угольным месторождениям Евразии, Австралии и Океании, Африки, Америки и Антарктиды, и сводку «Угольные бассейны и месторождения зарубежных стран».